# Captured Live!
Albums de Johnny Winter
John Dawson Winter III
(1976) Together
(1976)
Captured Live! est le second album enregistré en public de Johnny Winter. Il est sorti le 9 février 1976 sur le label Blue Sky Records et est produit par Johnny Winter.

## L'album
L'album a été enregistré en septembre 1975 pendant une tournée conjointe de Johnny Winter et du Edgar Winter Group With Rick Derringer. De cette tournée sortira également l'album Together enregistré durant les jams réalisées par les deux frères à la fin des concerts.
Il se classa à la 93e place du Billboard 200 américain.

## Infos sur les chansons
- Roll With Me, Rock & Roll People et Sweet Papa John sont issus de l'album John Dawson Winter III; Bony Moronie de Saints and Sinners; Highway 61 Revisited de Second Winter et It's All Over Now est inédit en album.
- Bony Moronie est une reprise de Larry Williams (1957).
- Roll With Me a été composé par Rick Derringer pour Johnny Winter.
- Rock & Roll People a été composé par John Lennon pour Johnny Winter.
- It's All Over Now est une chanson écrite par Bobby Womack et Shirley Womack pour les Valentinos en 1964. La même année les Rolling Stones reprennent le titre en single et en font un tube.
- Highway 61 Revisited est une reprise de Bob Dylan de 1965.

## Les musiciens
- Johnny Winter : chant, guitare, harmonica
- Floyd Radford : guitare
- Randy Jo Hobbs : basse
- Richard Hughes : batterie

## Les titres
| 1. | Bony Moronie       | Larry Williams               | 6:49 |
| 2. | Roll With Me       | Rick Derringer               | 4:48 |
| 3. | Rock & Roll People | John Lennon                  | 5:37 |
| 4. | It's All Over Now  | Bobby Womack, Shirley Womack | 5:48 |

| 5. | Highway 61 Revisited | Bob Dylan     | 10:38 |
| 6. | Sweet Papa John      | Johnny Winter | 12:20 |

## Chronique
- Chronique de Captured live[2]

## Classement
| Pays                       | Durée du classement | Meilleur classement | Date          |
| -------------------------- | ------------------- | ------------------- | ------------- |
| États-Unis (Billboard 200) | 12 semaines         | 93e                 | 17 avril 1976 |